# Bradilalia
La bradilalia è un disturbo del linguaggio caratterizzato da un anormale rallentamento dell'espressione verbale.

## Eziologia
Può essere segno di una malattia neurologica come nell'ipotiroidismo, nella malattia di Parkinson o il parkinsonismo di origine encefalitica.
Anche una assunzione di dosi eccessive di anestetici, di benzodiazepine o di oppioidi, può portare a bradilalia.